# Karakalpakstan
Karakalpakstan (Karakalpaks: Qaraqalpaqstan Respublikası; Oezbeeks: Qoraqalpog‘iston Respublikasi), ook wel Karakalpakië, Karakalpak of Qaraqalpaqstan genoemd, is de enige autonome republiek van Oezbekistan en beslaat het westen van dit land ten zuiden van het Aralmeer (ongeveer 37% van Oezbekistan). Het beslaat het noordelijke deel van het historische land Chorasmië.

## Geschiedenis
Het gebied heeft een lange geschiedenis die teruggaat tot het Neolithicum (6e tot 3e millennium v.Chr.) en samenhangt met het historische land Chorasmië.
De eerste nederzettingen zijn teruggevonden ten zuiden van de benedenloop van de Amu Darja (toen Oxus genoemd) in Karakalpakstan en Turkmenistan. De eerste bewoners waren waarschijnlijk  jagers en vissers uit het Kaukasusgebied. Rond 2000 v.Chr. werd, onder invloed van de instroom van stammen uit zuidelijker gelegen gebieden, de eerste geïrrigeerde landbouw bedreven in de vruchtbare rivierdelta van de benedenloop van de Amu Darja. De eerste koning van Chorasmië die nog bekend is, was Sijavus rond de 13e eeuw v.Chr.. De Chorasmische cultuur ontstond rond de 7e tot de 5e eeuw v.Chr.. Tijdens dit rijk werd de irrigatielandbouw sterk uitgebreid met verspreidingskanalen. Deze vorm van landbouw droeg bij aan het ontstaan van de staat Chorasmië en het ontstaan van boerenhoeves en versterkte steden. De hoofdstad was tot 1221 Urganch (nu het bestuurlijk centrum van de zuidelijker gelegen Oezbeekse provincie Xorazm). De taal die werd gesproken was de Iraanse taal Chorasmisch.
Rond de 6e eeuw v.Chr. werd Chorasmië veroverd door de Achaemeniden onder leiding van Cyrus II, waarna grote culturele veranderingen plaatsvonden. Tussen de 5e en de 4e eeuw v.Chr. werd Chorasmië weer onafhankelijk. In 328 v.Chr. sloot Alexander de Grote een vriendschapsverbond met de toenmalige koning van het land. Binnen zijn rijk werd gedacht dat het ging om een woestijngebied zonder waarde. Archeologische vondsten wijzen echter uit dat Chorasmië toen een geavanceerde irrigatiecultuur was en de sterkste staat ten noordwesten van de Amu Darja.

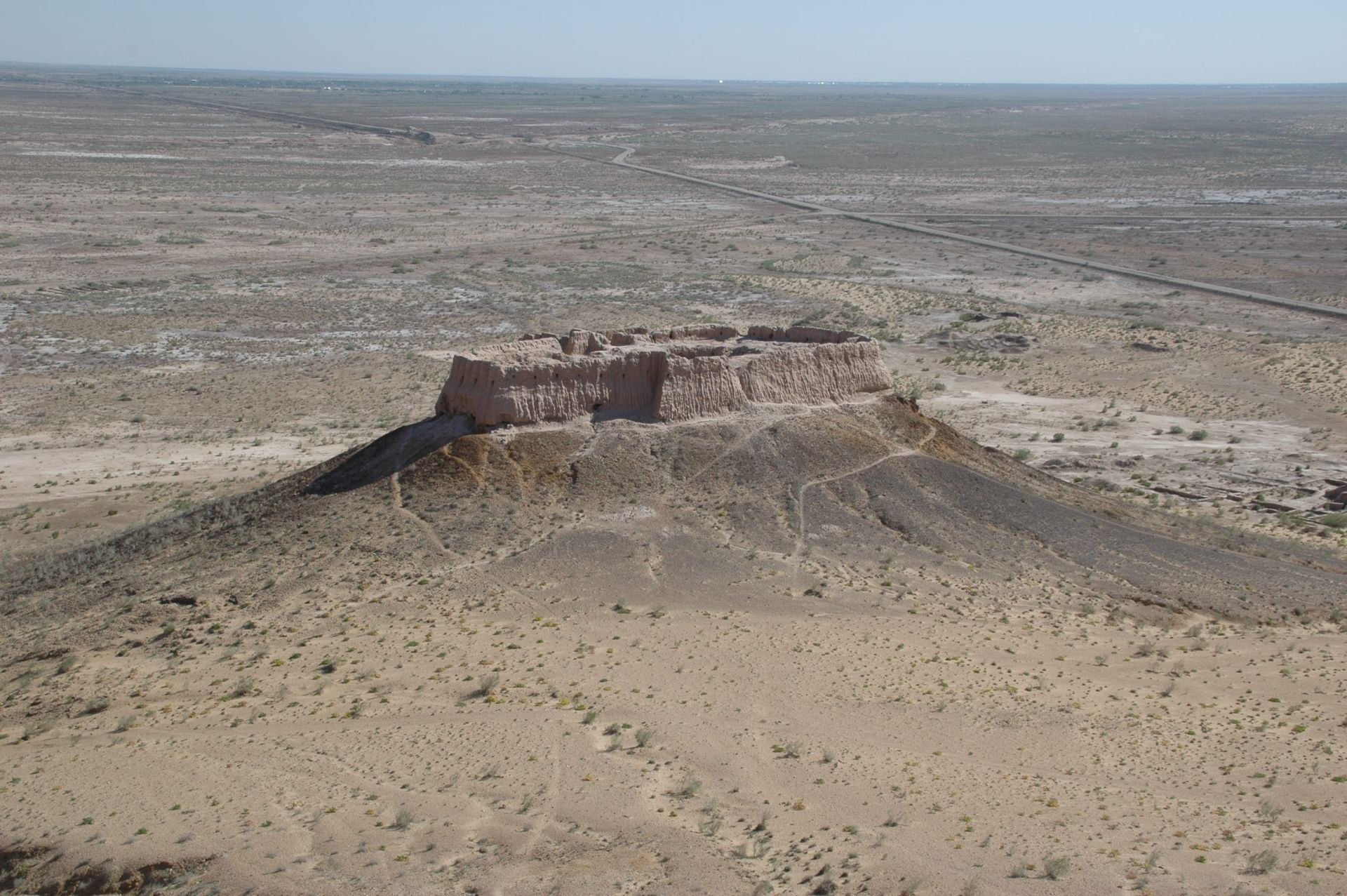
De ruïne van Ayaz-Kala, een antiek fort op een heuvel in de Kyzylkum-woestijn in het zuidoosten van de regio.

Volgens Al-Biruni werd het gebied van de 4e tot de 8e eeuw geregeerd door de Afrigid dynastie, dat door Avaren gesticht werd en zijn machtsbasis in Xiva had.
In de 11e eeuw werd door de Seltsjoekse Oghuzen het Chorasmische rijk gesticht en de islam opgelegd aan de bevolking. Onder leiding van sjah Ala ad-Din Mohammed II werd daarna heel Perzië veroverd. Van 1218 tot 1221 werd het rijk en de hoofdstad Urganch grotendeels verwoest door de Mongoolse legers van Dzjengis Khan.
Hierna werd het onderdeel van het Mongoolse Kanaat van Chagatai, waarna het wat meer autonomie kreeg onder het Kanaat van Xiva.
De Karakalpakken (Kara= 'zwart'; Kalpak = 'hoed') worden het eerst genoemd in de 16e eeuw en zijn van oorsprong nomaden en vissers.
Op 12 augustus 1873 kwam onder andere het gebied onder het Aralmeer onder Russisch bestuur toen een wapenstilstand werd getekend, waarmee Turkestan werd afgescheiden van het Kanaat van Xiva. De Russen noemden het gebied Russisch Turkestan. Na de Russische Revolutie in 1918 werd Russisch Turkestan hernoemd tot Turkestaanse Autonome Socialistische Sovjetrepubliek. In 1920 werd de Chorasmische Soviet Volksrepubliek gesticht uit het nu volledig opgedeelde Kanaat van Xiva, later hernoemd tot Chorasmische Socialistische Sovjetrepubliek. In 1924 werden beide gebieden onderverdeeld, waarbij ook de Karakalpakse autonome oblast ontstond. Deze viel eerst onder de Kazachse Autonome Socialistische Sovjetrepubliek, werd in 1930 onder de Russische Socialistische Federatieve Sovjetrepubliek geplaatst en, na in 1932 hernoemd te zijn tot Karakalpakse Autonome Socialistische Sovjetrepubliek, onder de Oezbeekse Socialistische Sovjetrepubliek geplaatst in 1936. Het definiëren van een autonome socialistische sovjetrepubliek voor de Karakalpakken, wordt ook wel gezien als een manier om ze van de Kazachen af te scheiden, zodat deze niet te machtig zouden worden ten opzichte van de Opperste Sovjet.
In de jaren 50 werd door Stalin bepaald dat er katoen zou worden geproduceerd voor de export, waarna zich de grote ecologische ramp rond het Aralmeer voltrok. De verdroging van de regio zorgde er ook voor dat de bevolking sterk verarmde.
Tijdens de Sovjetperiode werden de Karakalpakken geconfronteerd met sterke russificatie (of sovjetificatie). Na de onafhankelijkheid van Oezbekistan kregen de Karakalpakken meer vrijheden, zoals een eigen parlement – de Jokarga Kenges, ministerraad, vlag en wapenschild. De officiële talen werden Oezbeeks en Karakalpak. Het gebied kreeg het grondwettelijk recht om zich middels een volksraadpleging af te scheiden van Oezbekistan maar in de praktijk probeerde de federale overheid dit te voorkomen door onder andere stevige economische relaties te onderhouden en het gebied een redelijke mate van autonomie te geven.
Eind juni 2022 wilde president Shavkat Mirziyoyev een aantal grondwetswijzigingen waaronder het inperken van Karakalpakstans autonomie en het schrappen van het recht om zich af te scheiden voorleggen aan het Oezbeekse volk. Daarop braken grootschalige protesten uit in de regionale hoofdstad Nukus waarbij achttien doden vielen. Daags nadien kondigde Mirziyoyev de noodtoestand af en trok hij de grondwetswijzigingen weer in.

Klimatogram van de hoofdstad Nukus

## Geografie
Het gebied bestaat voor meer dan 80 procent uit woestijn. In het oosten ligt de woestijn, de Kyzylkum, in het westen het Ustjurtplateau en in het centrale deel de rivierdelta van de Amu Darja.
Het zuidelijke deel van het Aralmeer behoort bij het gebied. Het Aralmeer is door de grootschalige irrigatie voor de Katoenteelt en andere landbouwgewassen steeds kleiner geworden. De Amu Darja en de Syr Darja stromen werden omgeleid voor de irrigatie, waardoor de toevoer van water sterk is afgenomen en het meer sterk bezig is te verzilten. Het Aralmeer bestaat nu uit meerdere kleinere meren en de drooggevallen verzilte stukken, inclusief de drooggevallen gedeelte van de benedenloop van de Amu Darja, worden aangeduid als de Aral-Kum zoutwoestijn. In het meer lag vroeger het Vozrozjdenija eiland waarop van 1948 tot 1992 een geheim biowapenlaboratorium van de Sovjets was gevestigd, waar deze wapens werden geproduceerd, getest en ook gedumpt. Men is momenteel bezig met een gezamenlijk internationaal programma om de resten van vooral miltvuur (Antrax) op te ruimen. Het is nu een betwist gebied tussen Oezbekistan en Kazachstan.
Het kleiner worden van het Aralmeer had grote gevolgen voor het klimaat, de bodem en de waterhuishouding. Grootschalige erosie en verzilting trad op en havens die daarvoor aan het meer lagen, kwamen droog te liggen. Daarnaast waait tijdens zandstormen al het landbouwgif dat jarenlang zich op de bodem van het meer ophoopte nu vrij over het gebied, hetgeen vele ziekten veroorzaakt.

## Economie
De belangrijkste economische activiteiten zijn momenteel de winning van aardolie en aardgas, zout, fosfaten en de grote door de Sovjets gebouwde waterkrachtcentrale in de Amu Darja. Hiernaast is er de landbouw. De belangrijkste gewassen zijn katoen, rijst en meloenen. De katoen wordt verwerkt in de lokale textielindustrie. Verder zijn er schaapskuddes en worden er zijderupsen gekweekt.
De rivierdelta van de Amu Darja werd sinds oude tijden bevolkt door grote groepen mensen. De irrigatie door deze rivier maakte het mogelijk om hier grootschalige landbouw te bedrijven. Deze bereikte zijn hoogtepunt onder het Khorazmrijk. De landbouw werd daarna steeds moeilijker door de langzame klimaatveranderingen over de eeuwen en bovenal de ecologische ramp rond het Aralmeer. Deze ecologische ramp betekent ook een gigantische ramp voor zowel gebieden als de bevolking rond het meer. De meren, rivieren, rietmoerassen en de bodems onder bossen en landbouwgebieden droogde uit, de grootschalige erosie zorgt voor steeds frequentere stormen die zout en blootgesteld landbouwgif vanuit de Aral Kum naar de landerijen en steden doet waaien. Het uitdrogen van het Aralmeer zorgde ook voor het droogvallen van de haven van Moynaq, waardoor de enige vissershaven van Oezbekistan, die daarvoor een van de belangrijkste inkomensbronnen was van het gebied, langzaam veranderde in een spookstad en de visserij zo goed als verdween. Het klimaat veranderde ook sterk. In de zomer wordt het nu gemiddeld 10 °C warmer en in de winter 10 °C kouder. In de steden, zoals Nukus, krijgen steeds meer mensen last van gezondheidsproblemen, zoals ademhalingsproblemen, infectieziekten en diarree.

## Demografie

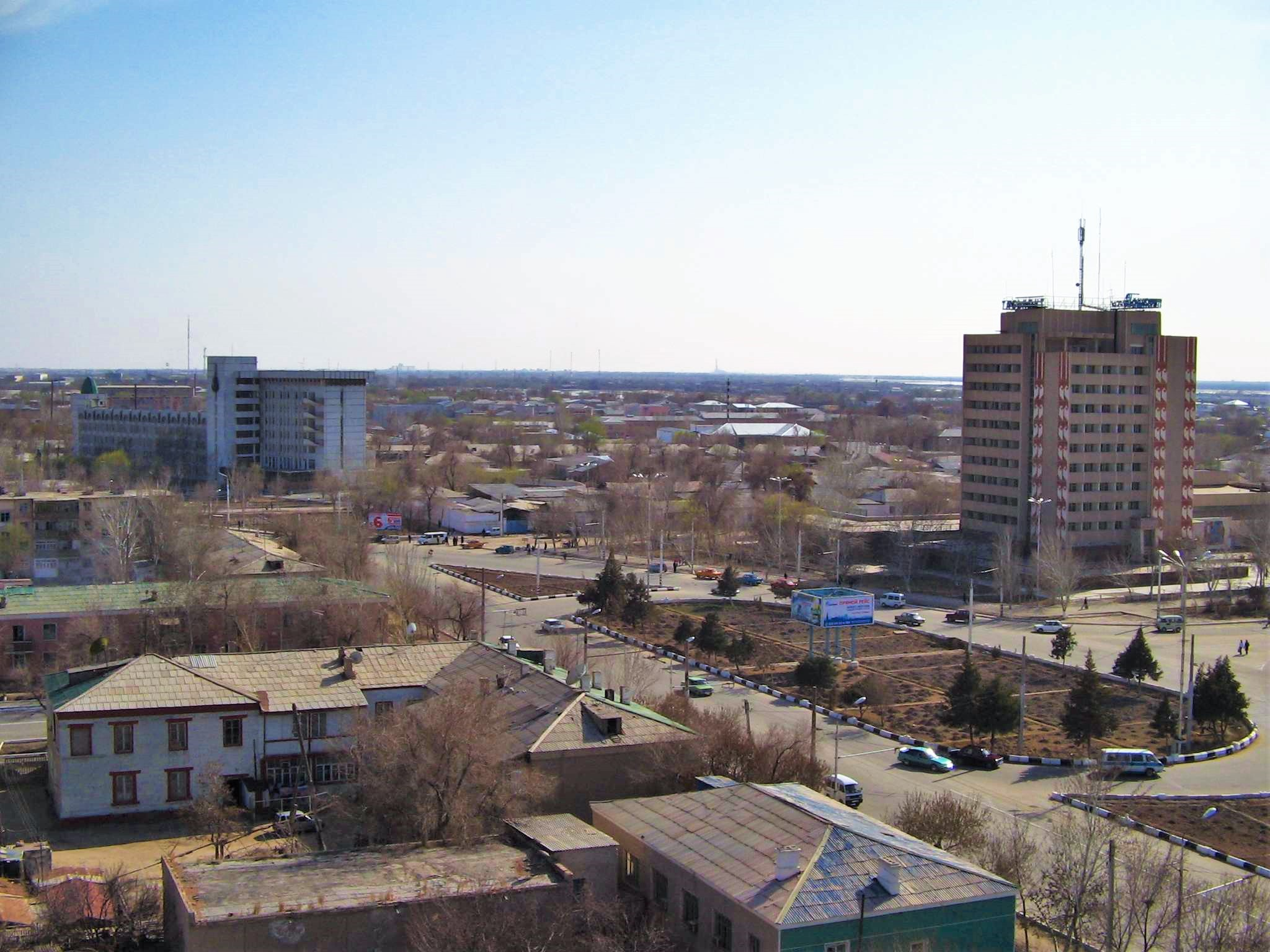
De hoofdstad Nukus

De bevolking wordt geschat op ongeveer 1,3 tot 1,7 miljoen en is sinds de laatste Sovjet-census van 1989 niet meer geteld. Volgens meest recente schattigen telt Karakalpakstan ongeveer 1,8 miljoen inwoners (schatting 2017). Ongeveer een derde van de bevolking bestaat uit Karakalpakken, een derde uit Oezbeken en iets meer dan een kwart uit Kazachen. Verder woont er onder andere een kleine groep Russen in Nukus.
De Karakalpakken zijn te onderscheiden als etnische groep van de Oezbeken door hun meer mongoloïde uiterlijk. Critici stellen dat de Karakalpakken eigenlijk Kazachen zijn en alleen zijn 'ontworpen' door de Sovjets om het gebied af te kunnen scheiden van de Kazachse Socialistische Sovjetrepubliek. De Karakalpakken spreken de Turkse taal Karakalpak, wat sinds 1996 in het Latijns schrift (met aanpassingen) wordt geschreven en dat door de Oezbeekse federale overheid steeds meer wordt gereguleerd en gelijkgesteld aan het Oezbeeks.
In 2017 werden er 39.400 kinderen geboren. Het geboortecijfer bedraagt 21,9 procent. In dezelfde periode stierven er ruim 8.400 mensen. Het sterftecijfer bedraagt 4,7 procent. Het geboortesurplus bedraagt +31.000, ofwel +17,2procent.
De gemiddelde leeftijd van een inwoner uit Karakalpakstan is 27,7 jaar. Dat is lager dan het Oezbeekse gemiddelde van 28,5 jaar.

## Religieuze vrijheid
Sinds de Sovjettijd wordt er door verschillende overheden al geprobeerd om de bevolking van het gebied te ontmoedigen om te geloven in een vorm van religie. Tijdens de Sovjettijd was de hele Sovjet-Unie in principe van staatswege uit atheïstisch in verband met het communisme. Na de onafhankelijkheid van Oezbekistan werd dit nog verergerd door de federale overheid, onder leiding van president Islam Karimov. De officiële politiek, zoals ook vastgesteld in de nationale grondwet, is een strikte scheiding van kerk en staat en vrijheid van godsdienst. De praktijk is echter het omgekeerde. Andere religies dan de islam; het christendom, andersdenkende moslims en andere religies, zijn hiervan het slachtoffer. Aanhangers van deze geloven worden door de overheden van Oezbekistan en Karakalpakstan op alle mogelijke manieren onderdrukt. Kerken moeten bijvoorbeeld zijn geregistreerd om een kerk te mogen stichten en evangelisatie is streng verboden. Christenen worden van allerlei dingen beschuldigd en velen worden opgesloten en gemarteld in gevangenissen. Door onder andere valse beschuldigingen probeert de lokale overheid ook geregistreerde kerken deze status weer af te nemen. De laatste jaren zijn deze praktijken alleen maar versterkt.